# Магазин (музичка група)
Магазин је хрватска и југословенска поп група из Сплита. Група је једном представљала Хрватску на Песми Евровизије са песмом Носталгија.
Основана током 1970-их као Далматински магазин, група је брзо почела да скреће пажњу на себе на локалним музичким фестивалима својим песмама инспирисаним далматинском народном музиком. Прву сингл плочу с песмама Школски дани и Успомене топлог љета објавили су 1979. године, а први албум Слатко стање објављују 1982. године. Постепени успон се наставио током 1980-их низом победа на престижним фестивалима.

## Историја
Током 1980-их група је достигла сам врхунац популарности икада, на челу са Љиљаном Николовском. Тада су учествовали на бројним фестивалима, освајали бројне награде и били најпопуларнија поп група бивше Југославије. Ређале су се платинасте и дијамантске плоче снимљене за Југотон, као и хитови попут Око моје сањиво, Пут путујем, Три сам ти зиме шаптала име, Тамара и бројни други. 1990. године Љиљана Николовска напушта групу, а њихова популарност доживљава пад.
Међутим, зенит је постигнут у 1990им када је Данијела Мартиновић постала певачица групе. Вођа групе Тончи Хуљић је почео да у своје песме убацује елементе фолк музике из других бивших југословенских република и често је био нападан за промовисање турбо-фолка у Хрватској. Ово није много сметало публици, а Магазин је постала најпопуларнија и најутицајнија музичка група у Хрватској.
У групу је 1996. ушла Јелена Розга, млада сплитска балерина. Након 5 успешних албума, Јелена је 2006. године напустила групу, али са Магазином наступа на Дори са песмом Опрости мала.
Након ње, заштитни знак ове групе постаје Ивана Ковач, кћерка Мише Ковача.
Уз песму Чија сам када твоја нисам са Сплитског фестивала 2007. године, убрзо настају још три нове нумере: Два бора, Нећу плакат’ намјерно и Анђеле, које се доста разликују од рада ове групе у протеклих 10 година.

## Чланови групе

### Садашњи чланови
- Жељко Баричић (1979—) — гитариста
- Ненад Весановић (1979—) — басиста
- Лорена Бућан (2024—) — пјевачица

### Бивши чланови
- Игор Биочић (1979) — басиста
- Зоран Маринковић (1979—1984)
- Миро Црнко (1979) — клавијатуриста
- Мајда Шолетић (1979—1982) — певачица
- Марија Кузмић (1982—1983) — певачица
- Љиљана Николовска (1982—1990) — певачица
- Анте Милетић (1984—?) — бубњар
- Данијела Мартиновић (1990—1996) — певачица
- Јелена Розга (1996—2006) — певачица
- Тончи Хуљић (1979—2006) — клавијатуриста
- Ивана Ковач (2006—2010) — певачица
- Андреа Шушњара (2010—2024) — певачица

## Фестивали

### Београдско пролеће
- Школски дани, 1979 (као Далматински магазин)

### Сплит
- Заборави, 1980 (као Далматински магазин)
- Моје мило (Вече далматинских шансона) / Сјећања (као Далматински магазин), прва награда стручног жирија, 1981
- Дишпетожо, моја мала, 1982.
- Коколо, 1983.
- Гроб на шкоју, 1983 (вече Устанак и море), прва награда стручног жирија
- Никола, 1984.
- Врати ми, врати све, 1985.
- Не могу да га не волим, 1986, друго место
- Два зрна грожђа, (Ауторско вече Зденка Руњића), 1986.
- Коколо (Вече сплитских бисера), 1990.
- Да ли знаш да те не волим, 2003, друга награда стручног жирија
- Не тиче ме се, прва награда публике, 2004.
- Чија сам кад твоја нисам, 2007.
- Што Бог ми очи да, 2008.
- Не тражи од мене, 2009.
- Сијамски близанци, 2010.
- Маслачак, 2011.
- Душу немаш да ме на њој носиш, друга награда стручног жирија, 2012.
- Исти ко ти, 2013.
- Но, но, но, 2014.

### Мелодије хрватског Јадрана, Сплит
- Нећу се вратити, 1993, трећа награда стручног жирија
- Симпатија, 1994, победничка песма
- Злато љубави, 1995, друга награда публике
- Романтика, 1995 (са Канитом)
- Сузе бисерне, 1996, друга награда публике
- Име ми спомиње, 1997.
- Иди и не буди људе, 1998, трећа награда публике
- Ако полудим, 1999.
- Судњи дан, 1999 (са Дорис Драговић), друга награда публике
- Немам снаге да се помирим, трећа награда публике, 2000.
- Не вјерујем себи, не вјерујем теби, 2002.

### Загреб
- Довиђења љубави, 1979 (као Далматински магазин)
- Не брини ништа, 1981.
- Моја мала мила, 1982.
- Пиши, пиши ми, друга награда публике и награда СОКОЈ-а, 1985.

### Дора,Опатија
- Носталгија, 1995 (са Лидијом Хорват - Дуњко) / Евросонг, 6. место
- Опијум, седмо место, 1997.
- На свијету све, шесто  место, 1998.
- Касно је, пето место, 1999.
- Хрватска рапсодија, пето место,  2000.
- Назарет, друго место, 2005.
- Опрости мала, осмо место, 2006.
- АаАаА, 2025.

### Хрватски радијски фестивал
- Ко ме зове, 2002.
- Кад би био близу, 2003.
- Вода тече, 2009.

### CMC festival
- Мигрена, 2008.
- Вода тече, 2009.
- Још се не би удала, 2011.
- Мушко без карактера, 2012.
- Парада, 2013.
- Школована да преживим, 2014.
- Докторе, 2015.
- Има дана, 2016.
- Жена, а не број, 2017.
- Титаник, 2018.
- Лозинка за срећу, 2019.
- Само да се зна (Јака сам ти ја), 2020.
- Мора ли, мора, 2021.

### Златне жице Славоније, Пожега
- Често, 2004.

### Задар
- Кемија, 2010.

### Сунчане скале,Херцег Нови
- Душу немаш да ме на њој носиш, 2012.
- Докторе, 2015.

## Дискографија

### Синглови
- 1979 — Школски дани / Успомене топлог љета
- 1979 — Довиђења Љубави / Све ћу дати ако ми се врати
- 1980 — Есмералда / У малом кафе бару
- 1980 — Заборави / Збогом клинци
- 1981 — Моје мило / Сјећања
- 2008 — Мигрена
- 2008 — Што бог ми очи да
- 2009 — Вода тече
- 2009 — Не тражи до мене
- 2009 — Небеса (дует са Игором Цукровим)
- 2010 — Сијамски близанци
- 2010 — Кемија
- 2011 — Још се не би удала
- 2011 — Маслачак
- 2011 — Лузер
- 2012 — Мушко без карактера
- 2012 — Душу немаш да ме на њој носиш
- 2012 — Јутро након
- 2013 — Парада
- 2013 — Исти као ти
- 2014 — Школована да преживим
- 2014 — Но, Но, Но
- 2016 — Има дана
- 2017 — Жена, а не број
- 2018 — Титаник
- 2018 — Дан побједе
- 2019 — Лозинка за срећу
- 2020 — Само да се зна (Јака сам ти ja)

### Албуми
- 1982 — Слатко стање
- 1983 — Коколо
- 1984 — О, ла, ла
- 1985 — Пиши ми
- 1986 — Пут путујем
- 1987 — Магазин
- 1988 — Бесане ноћи
- 1989 — Добро јутро
- 1991 — Да ми те заљубит у мене
- 1993 — Дошло вријеме
- 1994 — Симпатија
- 1996 — Небо боје моје љубави
- 1998 — Да си ти ја
- 2000 — Минус и плус
- 2002 — С друге стране мјесеца
- 2004 — Пааа..?
- 2007 — Дама и Цар
- 2008 — Боса н Магазин
- 2014 — Мислим позитивно

### Компилације
- 1990 — Сви највећи хитови (1983—1990)
- 1990 — Најбоље године
- 1998 — Хитови 1
- 1998 — Хитови 2
- 1999 — Баладе''
- 2001 —
- 2006 — Антологија
- 2008 —
- 2008 —
- 2010 — Године с Иваном (2006—2010)